# 安河内央之
安河内 央之 （やすこうち ひろゆき、1946年 10月24日 - ） は日本の照明技師・照明監督。

## 人物・来歴
- 1967年、フリーの照明助手となり「映画照明の神様」と畏敬される熊谷秀夫に師事。1976年の『妻たちの午後』より1981年『セーラー服と機関銃』まで助手を務める。1983年『居酒屋兆治』にて照明監督を任される。
- 1988年の『1999年の夏休み』では、本格的な蛍光灯照明を東芝の技術部と共に開発した。1985年『夜叉』、1994年『RAMPO』、1997年『東京日和』において3度の日本アカデミー賞優秀照明賞を受賞する。数々の作品を共にしたカメラマンの佐々木原保志とは名コンビと謳われ、竹中直人監督作品の全てを手掛けている。竹中監督からの人望も厚く、6作品中4作品で印象的なカメオ出演をしている。

田中要次は、安河内が参加していた『無能の人』にて照明助手として参加していたが、竹中監督の目に留まり同作品にエキストラとして出演も果たした。

## アキルフィルム
映画制作を志すクリエイターや俳優志望者を支援する団体「アキルフィルム」を設立。2000年に1作目を制作してから現在に至るまで約30本近くのショートフィルムを発表している。「伝統的な映画制作方法を次世代へ継承したい」という思いから全てをデジタルではなく35mmフィルムで撮影する事にこだわっていたが、フィルムではコストが掛かりすぎ自由な映像制作が出来ないという意見を受けデジタルカメラも導入した。長野県上田市の敷地内に私設のスタジオを設け、オープンセット、編集室、ダビング室、試写室を有する撮影から完成まで一括で行える設備を有している。「映画の里」と称してショートフィルムを次々と世に送り出したいと活動を始めている。